# Loděnice (Moravia meridionale)
Loděnice (in tedesco Lodenitz) è un comune della Repubblica Ceca facente parte del distretto di Brno-venkov, in Moravia Meridionale.